# Maralinga Tjarutja
La Maralinga Tjarutja è una Local Government Area che si trova in Australia Meridionale, amministrata da popolazioni aborigene. Essa si estende su una superficie di 102.863 chilometri quadrati e ha una popolazione di 105 abitanti. La sede del consiglio si trova a Ceduna, al di fuori dei confini dell'LGA.
Questo LGA venne istituito nel 1985 in seguito al cosiddetto Land Right Act e al suo interno vivono persone appartenenti alle tribù Maralinga e Yalata.